# Лексінгтон (Алабама)
Лексінгтон (англ. Lexington) — місто (англ. town) в США, в окрузі Лодердейл штату Алабама. Населення — 727 осіб (2020).

## Географія
Лексінгтон розташований за координатами 34°57′34″ пн. ш. 87°22′22″ зх. д. / 34.95944° пн. ш. 87.37278° зх. д. (34.959351, -87.372830).  За даними Бюро перепису населення США в 2010 році місто мало площу 8,39 км², з яких 8,38 км² — суходіл та 0,01 км² — водойми.

## Демографія
Згідно з переписом 2010 року, у місті мешкало 735 осіб у 319 домогосподарствах у складі 216 родин. Густота населення становила 88 осіб/км².  Було 376 помешкань (45/км²).
Расовий склад населення:
| - 98,4 % — білих - 0,5 % — корінних американців - 0,1 % — азіатів |

До двох чи більше рас належало 1,0 %. Частка іспаномовних становила 0,8 % від усіх жителів.
За віковим діапазоном населення розподілялося таким чином: 21,4 % — особи молодші 18 років, 56,6 % — особи у віці 18—64 років, 22,0 % — особи у віці 65 років та старші. Медіана віку мешканця становила 44,0 року. На 100 осіб жіночої статі у місті припадало 89,9 чоловіків;  на 100 жінок у віці від 18 років та старших — 88,9 чоловіків також старших 18 років.
Середній дохід на одне домашнє господарство  становив 50 566 доларів США (медіана — 35 521), а середній дохід на одну сім'ю — 64 370 доларів (медіана — 53 750). За межею бідності перебувало 21,3 % осіб, у тому числі 41,5 % дітей у віці до 18 років та 5,0 % осіб у віці 65 років та старших.
Цивільне працевлаштоване населення становило 232 особи. Основні галузі зайнятості: виробництво — 23,3 %, освіта, охорона здоров'я та соціальна допомога — 17,7 %, роздрібна торгівля — 15,9 %.